# بيدرو ألكالا
بيدرو ألكالا (بالإسبانية: Pedro Alcalá Guirado)‏ هو لاعب كرة قدم إسباني، ولد في 19 مارس 1989 في ماثارون في إسبانيا. شارك مع منتخب إسبانيا تحت 17 سنة لكرة القدم ومنتخب إسبانيا تحت 20 سنة لكرة القدم. أما مع النوادي، فقد لعب مع خيتافي ب وريال مورسيا وريال يونيون ونادي ألكوركون ونادي جيرونا ونادي مالقا ونادي ياغوستيرا.

## وصلات خارجية
- بيدرو ألكالا على موقع قاعدة بيانات كرة القدم.إي يو (الإنجليزية)
- بيدرو ألكالا على موقع Soccerbase.com (لاعب) (الإنجليزية)
- بيدرو ألكالا على موقع Soccerway.com (الإنجليزية)
- بيدرو ألكالا على موقع AS.com (الإسبانية)